# Jan Lammers
Johannes "Jan" Lammers (Zandvoort, 1956. június 2. –) holland autóversenyző, az 1988-as Le Mans-i 24 órás autóverseny győztese. 1979. és 1992. között a Formula–1-es világbajnokság negyvenegy nagydíján vett részt, 2002-ben és 2003-ban pedig megnyerte az FIA sportautó-sorozatot. 1999-ben megalapította a Racing for Holland nevű autóverseny-istállót, mely több különböző szériában szerepel.

## Pályafutása
A 70-es évek második felében különböző Formula–3-as sorozatokban versenyzett. 1978-ban megnyerte az európai Formula–3-as sorozatot.

### Formula–1
1979-ben debütált a Formula–1-es világbajnokságon. Jan az olasz Elio de Angelis csapattársaként teljesítette a szezont a Shadow-istállónál. Pontot nem szerzett az évben, legjobb eredményét a kanadai nagydíjon érte el, ahol kilencedikként zárt. 1980-ra az ATS csapatához került. Az idény első három futamára még csak kvalifikálni sem tudta magát, és a szezon közepén átigazolt az Ensign-hez.
1981-ben újfent az ATS-nél kezdett, azonban csak az első négy versenyen szerepelt. 1982-ben a Theodore Racing Team-el részt vett hat nagydíjon, ezt követően azonban 1992-ig nem indult újabb világbajnoki Formula–1-es viadalon. Az 1992-es szezon utolsó két versenyén a March csapatával állt rajthoz. Ekkor szerződése volt az istállóval az 1993-as szezonra is, a March azonban visszalépett a folytatástól.

### Hosszútávú versenyek
Pályafutása alatt 21 alkalommal állt rajthoz a Le Mans-i 24 órás viadalon. Az 1988-as futamon Andy Wallace és Johnny Dumfries váltótársaként győzelmet szerzett. Hármasuk a Silk Cut Jaguar/TWR csapatának Jaguar XJR9-LM-esével nyerte meg a futamot; 1957 óta ez volt a Jaguar első sikere a Le Mans-i versenyen.
1990-ben a Daytonai 24 órás viadalon is győzelmet aratott.

### Csapatfőnökként
1999-ben megalapította saját autóverseny-csapatát, a Racing for Hollandot. Kezdetben az FIA sportautó-bajnokságban versenyzett a csapattal. Váltótársával, Val Hillebrandal együtt vett részt a bajnokság futamain. 2001-ben harmadik, 2002-ben és 2003-ban pedig első helyen zárták a pontversenyt.
2005. és 2009. között a csapat volt felelős a holland istállóért az A1 Grand Prix sorozatban. Ezalatt összesen négy futamgyőzelmet, és több dobogós helyezést is szereztek az alakulat versenyzői.
A Racing for Holland ezentúl a Le Mans-széria több futamán, valamint több Le Mans-i 24 órás versenyen is szerepelt.

## Eredményei
Teljes Formula–1-es eredménysorozata
(Táblázat értelmezése)

(Félkövér: pole-pozícióból indult; dőlt: leggyorsabb kört futott) 

| Év   | Csapat                    | Modell        | Motor     | 1      | 2      | 3      | 4      | 5      | 6      | 7      | 8      | 9      | 10     | 11     | 12     | 13     | 14     | 15     | 16     | Helyezés | Pont |
| ---- | ------------------------- | ------------- | --------- | ------ | ------ | ------ | ------ | ------ | ------ | ------ | ------ | ------ | ------ | ------ | ------ | ------ | ------ | ------ | ------ | -------- | ---- |
| 1979 | Samson Shadow Racing Cars | Shadow DN9    | Ford V8   | ARG Ki | BRA 14 | RSA Ki | USW Ki | ESP 12 | BEL 10 | MON Nk | FRA 18 | GBR 11 | GER 10 | AUT Ki | NED Ki | ITA Nk | CAN 9  | USA Nk |        | -        | 0    |
| 1980 | Team ATS                  | ATS D3        | Ford V8   | ARG Nk | BRA Nk | RSA Nk |        |        |        |        |        |        |        |        |        |        |        |        |        | -        | 0    |
| 1980 | Team ATS                  | ATS D4        | Ford V8   |        |        |        | USW Ki | BEL 12 | MON Hn |        |        |        |        |        |        |        |        |        |        | -        | 0    |
| 1980 | Unipart Racing Team       | Ensign N180   | Ford V8   |        |        |        |        |        |        | FRA Nk | GBR Nk | GER 14 | AUT Nk | NED Nk | ITA Nk | CAN 12 | USA Ki |        |        | -        | 0    |
| 1981 | Team ATS                  | ATS D4        | Ford V8   | USW Ki | BRA Nk | ARG 12 |        |        |        |        |        |        |        |        |        |        |        |        |        | -        | 0    |
| 1981 | Team ATS                  | ATS HGS       | Ford V8   |        |        |        | SMR Nk | BEL    | MON    | ESP    | FRA    | GBR    | GER    | AUT    | NED    | ITA    | CAN    | CPL    |        | -        | 0    |
| 1982 | Theodore Racing Team      | Theodore TY02 | Ford V8   | RSA    | BRA    | USW    | SMR    | BEL Nk | MON Nk | DET Nk | CAN    | NED Ki | GBR Nk | FRA Nk | GER    | AUT    | SUI    | ITA    | CPL    | -        | 0    |
| 1992 | March F1                  | March CG911   | Ilmor V10 | RSA    | MEX    | BRA    | ESP    | SMR    | MON    | CAN    | FRA    | GBR    | GER    | HUN    | BEL    | ITA    | POR    | JPN Ki | AUS 12 | -        | 0    |

## Fordítás
- Ez a szócikk részben vagy egészben  a   Jan Lammers című angol Wikipédia-szócikk fordításán alapul.  Az eredeti cikk szerkesztőit annak laptörténete sorolja fel. Ez a jelzés csupán a megfogalmazás eredetét és a szerzői jogokat jelzi, nem szolgál a cikkben szereplő információk forrásmegjelöléseként.

## Külső hivatkozások
- Jan Lammers honlapja (angolul) (hollandul)
- Profilja a grandprix.com honlapon (angolul)
- Profilja a driverdatabase.com honlapon (angolul)
- Profilja a statsf1.com honlapon (angolul)